# 高野和
高野 和（たかの わたる、1972年〈昭和47年〉 - ）は、日本の小説家、ライトノベル作家。

## 経歴
愛知県名古屋市出身。『七姫物語』にて、第9回電撃ゲーム小説大賞の金賞を受賞し、同作品でデビュー。以後、シリーズ化した同作品の続編を執筆していた。また、電撃文庫関連の折り込み広告チラシ「電撃の缶詰」2004年12月号掲載の電撃文庫の作家陣によるエッセイコーナー「電撃徒然草」によると、2004年（平成16年）時点で、自宅近くにある中規模の車関係の工場に10年以上勤務していた。
前述のとおり、兼業作家であることから刊行ペースは1年、または数年に1冊であった。しかし、2011年（平成23年）に『七姫物語』が完結してからは、新規の作品を執筆していないため、作家としては休業状態である。

## 作品リスト

### 電撃文庫
- 『七姫物語』シリーズ　全6巻（2003年2月 - 2011年6月、イラスト：尾谷おさむ）

### メディアワークス文庫
- 『七姫物語 東和国秘抄〜四季姫語り、言紡ぎの空〜』（2019年1月）

### 文庫未収録作品
- 『七姫物語 挿話 向日葵の光景』（電撃hp SPECIAL 2004 SPRING掲載）
- 『七姫物語 東和紀行 晩夏、そして早風』（電撃hp SPECIAL 2004 AUTUMN掲載）